# Marc Vilanova
Pour les articles homonymes, voir Vilanova.
Vilanova  Marsà est un nom espagnol. Le premier nom de famille, en général paternel, est Vilanova ; le second, en général maternel, souvent omis, est Marsà.
Marc Vilanova Marsà (né le 7 août 1987 à Tremp en Catalogne) est un coureur cycliste espagnol, membre de l'équipe Portet Instal.lacions-Goufone.     

## Biographie
Marc Vilanova commence le cyclisme de compétition en 2007 dans l'équipe Campo Claro-Puertas Artevi, à l'âge de 17 ans, après avoir été gardien de foot dans l'équipe de sa ville natale. Il explique ce choix par la passion qu'a engendré pour lui le Tour de France durant sa jeunesse, étant admiratif des duels entre Lance Armstrong et Jan Ullrich, et supporter du coureur allemand.
Il devient coureur professionnel en 2015, à 27 ans, dans l'équipe continentale paraguayenne Start-Massi. Il comptabilise durant cette saison 40 jours de compétitions, dans huit pays et trois continents différents. Il conclut notamment le Tour de Hongrie à la douzième place, après s'être classé dixième de deux étapes. Il rejoint l'année suivante l'effectif de la nouvelle formation Massi-Kuwait Project.

## Palmarès
- 2012
  - Gran Premio Sant Pere
- 2014
  - Mémorial J. María Puig
  - Trofeo Santa Tecla